# Мажаров, Сергей Леонидович
Сергей Леонидович Мажаров (29 октября 1958, Москва — 22 ноября 1994, Париж) — бизнесмен и кинопродюсер, первая жертва заказного убийства среди русских предпринимателей во Франции.

## Биография
Родился в Москве. Воспитывался в семье пианиста Леонида Брумберга. Носил фамилию матери. Мать, Наталья Алексеевна Мажарова, — пианистка. Отец — математик Маслов Виктор Павлович. Вырос в Москве, жил в одном дворе и дружил с Денисом Евстигнеевым. Общался в школьные годы с Петром Авеном.

### В эмиграции
Выехал из СССР «по еврейской линии» в 1980 году. Семья осталась в Вене, а Сергей в начале 80-х перебрался в Париж.
Вначале приходилось торговать десятифранковыми открытками в парижском метро или на площади Сен-Жермен-де-Прэ собирать у публики мелочь, пока на кларнете играет Юлий Милкис. Но вскоре, благодаря математическим способностям, Мажаров начал заниматься информатикой и создал небольшую фирму «К’Сис софт».

#### Уход в бизнес
Позднее переключился на коммерцию. Первую коммерческую сделку заключил с бельгийцами. С открытием границ СССР основным торговым партнёром стала Москва. Как утверждают французские журналисты, в 1988 году на Мажарова вышел неофициальный представитель государственных торговых организаций СССР. Бизнес Мажарова быстро пошёл в гору, он заключил контракт в 120 миллионов долларов на информатизацию министерства внешней торговли, затем контракт на информатизацию Интуриста. Приглашенный в Москву Госкомитетом по науке и технике, он встретился с руководителями предприятий и заключил несколько контрактов — таких как продажа подержанных компьютеров Гостелерадио. Петр Авен (министр внеш. эконом. связей РФ с 22 февраля по 23 декабря 1992) познакомил его с Александром Кривенко, бывшим главой Продинторга, который в тот момент представлял в Москве интересы крупнейшей агропромышленной фирмы «Сюкрэ э данре» (Sucres et denrees), специализирующейся на торговле сельхозпродуктами. Во Франции Мажаров был представлен Сержу Варзано, президенту «Сюкрэ э данре». Мажаров заключил сделку с Кривенко на поставки в Россию сотен тонн мяса, сахара и какао.
Если о том, что поставлял в СССР и Россию Мажаров, известно достаточно много, о том, как он конвертировал заработанные рубли в валюту, неизвестно почти ничего. Сообщалась, что французская контрразведка якобы обнаружила, что Мажаров будто бы был причастен к торговле оружием из бывших советских республик, которое переправлялось в том числе и в страны, находящиеся под эмбарго. Согласно этим сообщениям таможня аэропорта Руаси-Шарль де Голль установила, что Мажаров в том числе переправлял подержанное оружие в Алжир.

### Фильм «Лимита»
В России он финансировал популярные телевизионные шоу и кинопроекты. Был продюсером и спонсором фильма «Лимита» Дениса Евстигнеева.
Ираклий Квирикадзе «Я знал эти характеры, да и сам Мажаров, собственно, из них. Тем более газеты тогда пестрили заголовками вроде: нашли труп того-то, застрелили этого, подложили бомбу под машину такому-то. Продюсеру история понравилась». «Лимита» хоть и рассказывает о программисте, который ужасно разбогател, но это не потому, что Сережа попросил снять фильм про него.

### Убийство
Убит поздно вечером 22 ноября 1994 в парижской квартире. Орудие убийства — чехословацкий пистолет-пулемет CZ 91 S калибром 7,65 миллиметров. По делу об убийстве Мажарова допрашивали Алимжана Тохтахунова («Тайванчика»). Французские следователи считали, что к нему причастен Вячеслав Иваньков («Япончик»).

## Семья
- Сестра[2] —
- Жена — Алла, дочь писателя Анатолия Гладилина, гражданский брак[2].
  - Дочь — Антонинa (род. 1986)
  - Дочь — Анна (род. 1989)[2]
  - Сын — Алексей (род. 1990)[2]
- Жена — Алёна Дюжева, скульптор, брак был гражданским. Внука Алёны назвали Сережей.

## Адреса
- 1970-е — Москва Ленинский проспект д. 41
- 1980-е до 1993 — 40, Rue Blomet, Paris-15[11]